# Збулітув-Дужи
Збулітув-Дужи (пол. Zbulitów Duży) — село в Польщі, у гміні Радинь-Підляський Радинського повіту Люблінського воєводства. Населення — 304 особи (2011).

## Історія
У часи входження до складу Російської імперії належало до Радинського повіту Сідлецької губернії.
За даними етнографічної експедиції 1869—1870 років під керівництвом Павла Чубинського, у селі здебільшого проживали греко-католики, усе населення розмовляло українською мовою.
У 1975—1998 роках село належало до Білопідляського воєводства.

## Демографія
Демографічна структура станом на 31 березня 2011 року:
|          | Загалом | Допрацездатний вік | Працездатний вік | Постпрацездатний вік |
| -------- | ------- | ------------------ | ---------------- | -------------------- |
| Чоловіки | 169     | 47                 | 103              | 19                   |
| Жінки    | 135     | 24                 | 76               | 35                   |
| Разом    | 304     | 71                 | 179              | 54                   |